# Oxalis leucophylla
Oxalis leucophylla är en harsyreväxtart som beskrevs av Rodolfo Amando Philippi. Oxalis leucophylla ingår i släktet oxalisar, och familjen harsyreväxter. Inga underarter finns listade i Catalogue of Life.